# Норт-Оттава (тауншип, Миннесота)
Норт-Оттава (англ. North Ottawa) — тауншип в округе Грант, Миннесота, США. На 2000 год его население составило 69 человек.

## География
По данным Бюро переписи населения США площадь тауншипа составляет 92,6 км², из которых 92,6 км² занимает суша, водоёмов нет.

## Демография
По данным переписи населения 2000 года здесь находились 69 человек, 27 домохозяйств и 21 семья. Плотность населения —  0,7 чел./км². На территории тауншипа расположено 28 построек со средней плотностью 0,3 построек на один квадратный километр. Расовый состав населения: 98,55 % белых и 1,45 % приходится на две или более других рас.
Из 27 домохозяйств в 29,6 % воспитывались дети до 18 лет, в 70,4 % проживали супружеские пары, в 3,7 % проживали незамужние женщины и в 22,2 % домохозяйств проживали несемейные люди. 14,8 % домохозяйств состояли из одного человека, при том 11,1 % из — одиноких пожилых людей старше 65 лет. Средний размер домохозяйства — 2,56, а семьи — 2,81 человека.
26,1 % населения — младше 18 лет, 10,1 % — в возрасте от 18 до 24 лет, 23,2 % — от 25 до 44, 24,6 % — от 45 до 64, и 15,9 % — старше 65 лет. Средний возраст — 42 года. На каждые 100 женщин приходилось 91,7 мужчин. На каждые 100 женщин старше 18 приходилось 96,2 мужчин.
Средний годовой доход домохозяйства составлял 36 875 долларов, а средний годовой доход семьи —  35 625 долларов. Средний доход мужчин —  0  долларов, в то время как у женщин — 41 250. Доход на душу населения составил 19 451 доллар. За чертой бедности находились 21,7 % семей и 18,9 % всего населения тауншипа, из которых 13,0 % младше 18 лет.